# Jungs socken
Jungs socken i Västergötland ingick i Skånings härad, ingår sedan 1974 i Vara kommun och motsvarar från 2016 Jungs distrikt.
Socknens areal är 23,66 kvadratkilometer varav 23,50 land. År 2000 fanns här 589 invånare. Tätorten Jung med sockenkyrkan Jungs kyrka ligger i socknen.

## Administrativ historik
Socknen har medeltida ursprung. 
Vid kommunreformen 1862 övergick socknens ansvar för de kyrkliga frågorna till Jungs församling och för de borgerliga frågorna bildades Jungs landskommun. Landskommunen uppgick 1952 i Kvänums landskommun som 1974 uppgick i Vara kommun. Församlingen uppgick 2002 i Kvänums församling.
1 januari 2016 inrättades distriktet Jung, med samma omfattning som församlingen hade 1999/2000.  
Socknen har tillhört län, fögderier, tingslag och domsagor enligt vad som beskrivs i artikeln Skånings härad. De indelta soldaterna tillhörde Skaraborgs regemente, Skånings kompani och Västgöta regemente, Livkompaniet.

## Geografi
Jungs socken ligger sydväst om Skara kring Jungån med Lidan i sydväst. Socknen är en odlad slättbygd på Varaslätten.

## Fornlämningar
Lösfynd (flintyxor) och en hällkista från stenåldern har påträffats. Från järnåldern finns gravhögar, ett gravfält och en domarring. En runristning har funnits vid kyrkan.

## Namnet
Namnet skrevs 1352 Jwng och kommer från kyrkbyn. Namnet kan inenhålla iur, 'häst'.

## Befolkningsutveckling
Jungs socken och församling motsvarade fram till 2002 samma område och nuvarande distrikt bygger på samma gränser. Det går därför att följa befolkningsutvecklingen över tid för området i och med församlingens tidigare statistik och distriktets tillkomst. Det finns dock ingen befolkningsstatistik mellan 2002 och 2014 då församlingen uppgick i Kvänums församling år 2002 och distrikten infördes först 2016.
| Befolkningsutvecklingen i Jungs socken 1810–2015 | Befolkningsutvecklingen i Jungs socken 1810–2015 | Befolkningsutvecklingen i Jungs socken 1810–2015 | Befolkningsutvecklingen i Jungs socken 1810–2015 | Befolkningsutvecklingen i Jungs socken 1810–2015 |
| ------------------------------------------------ | ------------------------------------------------ | ------------------------------------------------ | ------------------------------------------------ | ------------------------------------------------ |
|                                                  |                                                  |                                                  |                                                  |                                                  |
| År                                               |                                                  |                                                  | Folkmängd                                        |                                                  |
| 1810                                             | 1810                                             |                                                  | 542                                              |                                                  |
| 1820                                             | 1820                                             |                                                  | 628                                              |                                                  |
| 1830                                             | 1830                                             |                                                  | 692                                              |                                                  |
| 1840                                             | 1840                                             |                                                  | 750                                              |                                                  |
| 1850                                             | 1850                                             |                                                  | 816                                              |                                                  |
| 1860                                             | 1860                                             |                                                  | 896                                              |                                                  |
| 1870                                             | 1870                                             |                                                  | 1 032                                            |                                                  |
| 1880                                             | 1880                                             |                                                  | 1 166                                            |                                                  |
| 1890                                             | 1890                                             |                                                  | 1 010                                            |                                                  |
| 1900                                             | 1900                                             |                                                  | 948                                              |                                                  |
| 1910                                             | 1910                                             |                                                  | 848                                              |                                                  |
| 1920                                             | 1920                                             |                                                  | 781                                              |                                                  |
| 1930                                             | 1930                                             |                                                  | 743                                              |                                                  |
| 1940                                             | 1940                                             |                                                  | 731                                              |                                                  |
| 1950                                             | 1950                                             |                                                  | 683                                              |                                                  |
| 1960                                             | 1960                                             |                                                  | 618                                              |                                                  |
| 1970                                             | 1970                                             |                                                  | 699                                              |                                                  |
| 1980                                             | 1980                                             |                                                  | 668                                              |                                                  |
| 1990                                             | 1990                                             |                                                  | 635                                              |                                                  |
| 2000                                             | 2000                                             |                                                  | 589                                              |                                                  |
| 2015                                             | 2015                                             |                                                  | 568                                              |                                                  |
|                                                  |                                                  |                                                  |                                                  |                                                  |